# Francisco Limardo
Francisco Alberto Limardo Gascón (Ciudad Bolívar, 27 marzo 1987) è uno schermidore venezuelano, specializzato nella spada.

## Biografia
È il fratello di Rubén Limardo.

## Palmarès
In carriera ha conseguito i seguenti risultati:
- Mondiali

Milano 2023: bronzo nella spada a squadre.
- Giochi Panamericani:

Guadalajara 2011: argento nella spada a squadre.
Toronto 2015: argento nella spada a squadre.
Lima 2019: bronzo nella spada a squadre.